# Nils Andreasson
Nils Andreasson var en svensk fotbollsspelare (centerhalv) som representerade Gais i allsvenskan. Han var med och tog SM-guld med klubben 1930/1931.
Andreasson kom till Gais 1924 och spelade två matcher när klubben tog det första allsvenska guldet säsongen 1924/1925. Sedan dröjde det till säsongen 1927/1928 innan han åter var tillbaka i A-truppen; denna säsong spelade han fem matcher. Säsongen därpå blev det 12 matcher, och från 1929/1930 var han ordinarie som centerhalv. Inför säsongen 1931/1932 skadade sig Andreasson illa i en match mot Vienna, och han kom därefter aldrig tillbaka till Gais utan lämnade klubben för spel i mindre klubbar.
Sammanlagt gjorde Andreasson 62 allsvenska matcher för Gais mellan 1924 och 1931. Han spelade en B-landskamp för Sverige, i september 1929 mot Danmark (seger med 3–1).